# Торрацца-Косте
Торрацца-Косте (італ. Torrazza Coste) — муніципалітет в Італії, у регіоні Ломбардія,  провінція Павія.
Торрацца-Косте розташована на відстані близько 440 км на північний захід від Рима, 55 км на південь від Мілана, 24 км на південь від Павії.
Населення — 1692 особи (2014).

## Демографія
Населення за роками:

Станом на 1 січня 2023 року в муніципалітеті офіційно проживало 87 іноземців з 18 країн, серед них 32 громадяни країн Євросоюзу та 13 громадян України.

## Сусідні муніципалітети
- Борго-Пріоло
- Кодевілла
- Монтебелло-делла-Батталья
- Реторбідо
- Рокка-Сузелла